# Селафиил (Филипьев)
Мона́х Селафии́л (иногда — Салафиил, ранее инок Всеволод, в миру Все́волод Алекса́ндрович Фили́пьев англ. Vsevolod Philipiev; 5 июля 1969, Москва) — православный журналист, поэт, писатель, член Союза писателей России; в прошлом — монах Русской православной церкви заграницей (1992—2008), насельник Свято-Троицкого мужского монастыря в Джорданвилле. С 2010 года проживает на Афоне.

## Биография
Родился 5 июля 1969 года в Москве в семье коммунистов.
В 1990 году поступил в братию Валаамского монастыря, где его духовником стал иеросхимонах Рафаил (Берестов).
После речи патриарха Алексия II перед нью-йоркскими раввинами в 1991 году, в которой Патриарх утверждал, что православные христиане и талмудические иудаисты почитают «одного Бога» и имеют «одних пророков», а также, что «полнота иудейства есть христианство», решил перейти в Русскую зарубежную церковь (РПЦЗ). После этого прибыл в Сан-Франциско, где был без покаяния принят в РПЦЗ архиепископом Западно-Американским и Сан-Францисским Антонием (Медведевым). Приехав в Джорданвилль, вступил в братию Свято-Троицкого монастыря. Весной 1994 года был пострижен в рясофор. Увлекался творчеством Серафима (Роуза).
В 1999 году закончил Джорданвилльскую Свято-Троицкую духовную семинарию и летом того же года посетил Святую Гору Афон.
Мне бывает жалко, что тот духовный порыв, который нам даётся благодатию Божией в начале нашего христианского пути, когда мы обращаемся к Богу и к Церкви, потом ослабевает. Это мне бывает печально потому, что я помню то состояние полёта на крыльях духовных, которое было в начале. И хотелось бы всегда в нём пребывать. Но я понимаю, что Господь даёт нам призывающую благодать, а дальше через какое-то время Он говорит нам: а теперь учитесь плавать сами. Потому что дело спасения — это дело соработничества Бога и человека.
Преподавал патрологию и гомилетику в Свято-Троицкой духовной семинарии, был сотрудником и заместителем главного редактора объединённой редакции журналов «Православная Русь», «Православный путь», «Православная жизнь». По благословению митрополита Лавра воссоздал дореволюционный журнал «Русский инок» в интернет-формате. Последние публикации на сайте датированы 2008 годом.
В 2008 году по благословению своего многолетнего духовника Рафаила (Брестова) покинул Джорданвилль. Сотрудник и автор «Православного радио Санкт-Петербурга». С 2009 года — проживал в Москве.
В октябре 2010 года оказался втянутым в сексуальный скандал.
30 октября 2010 года управляющий делами канцелярии Архиерейского синода РПЦЗ протоиерей Серафим Ган заявил, что инок Всеволод с 2008 года не состоит в братии Свято-Троицкого мужского монастыря и не представляет в Москве интересы Русской зарубежной церкви, Обсуждались различные варианты, кому было выгодно широкое распространение компромата на инока Всеволода (Филиппьева).
29 октября 2010 года прибыл на Афон, откуда сообщил, что уезжает «на несколько лет. Может быть, навсегда. Переоценил свои силы…».
Весной 2014 года был пострижен в монашество с именем Селафиил в честь архангела Селафиила.

## Творчество
Член Союза писателей России, поэт, писатель, автор многочисленных эссе и публикаций.
Популярность имел его роман «Начальник тишины» (2003), общий тираж которого в России и на Украине составил около 100 тысяч экземпляров. Он переведен на французский и английский языки, на радио «Православный Петербург» по нему сделан радио-спектакль, одну из центральных ролей в котором сыграл Народный артист России Николай Николаевич Трофимов.
В 2010 году, период громкого сексуального скандала, связанного с именем автора, было отмечено, что нравственный релятивизм автора-инока в виде аллюзий отразился и в его литературном творчестве:

— Да и сам посуди, не может же порядочная девушка со всеми подряд клиентами по телефону болтать, у неё дела поважнее, — мамаша подмигнула, — для таких разговорчиков я существую. Понял, поэт!? — Она снова подмигнула и хлопнула Власа по плечу. 
- Ну что, Василису хочешь? Валяй! Значит, объясняю: деньги мне, удовольствие тебе. Годится? 
 Мамаша достала сигарету и закурила, обдав Власа приторным дымом дорогих сигарет. Дрожащей рукой Влас вынул из кармана зелёный комок стодолларовой банкноты и поскорее бросил его на стол, чтобы мамаша не заметила дрожание рук.— инок Всеволод (Филипьев) отрывок из книги Начальник тишины Москва. 2003
Пребывая с 2010 года на горе Афон, продолжил заниматься литературным творчеством, выпустив ряд книг — «Последний Афон. Поэзия исихазма», «Живущий в бирюзе. Эпопея-притча», «Тайна Афонской пустыни. Дневник пустынножителя», а в 2017 году — поэтический сборник «Прощай навсегда. Поэзия цвета слёз и звёзд. Личное.», в котором опубликовал стихотворения, написанные в период с 2002 по 2016 год.

## Публикации
Возвратится река в исток,  
и Господь подведёт итог. 
Я услышу твою свирель. 
Мы увидимся, но... не теперь, 
не теперь.
Поэзия и художественная проза
- Сокровенное. [Духовная поэзия]. Москва. 1999 год.
- Крещение покаянием. Молитвы и песни на Крестном пути. [Духовная поэзия] Москва. 1999 год.
- Ангел Апокалипсиса Москва. 2002. 160 с. ISBN 5-901716-02-7
- Гость камеры смертников, или Начальник тишины: Начальник тишины: Повесть-притча для потерявших надежду... / Худож. Нина Красовитова. — Джорданвилль: Братство Преп. Иова Почаевского; М.: Паломникъ, 2003. — 319 с. — ISBN 5-87468-222-8
  - Гость камеры смертников, или начальник тишины: Начальник тишины : повесть-притча для потерявших надежду / худож. Н. Красовитова. — М.: Паломник; Джорданвилль: Братство преп. Иова Почаевского, 2004. — 319 с. — ISBN 5-87468-222-8[23]
  - Гость камеры смертников, или Начальник тишины: Начальник тишины: повесть-притча для потерявших надежду... / худож. Нина Красовитова. — М.: Братство Преп. Иова Почаевского, 2005. — 319 с. — ISBN 5-87468-222-8. — 9000 экз.
  - Гость камеры смертников, или Начальник тишины: повесть-притча для потерявших надежду... / худож. Нина Красовитова. — М.: Паломник, 2006. — 319 с. — ISBN 5-87468-222-8.
  - Начальник тишины, или Гость камеры смертников: повесть-притча для потерявших надежду... — М.: Паломник, 2009. — 319 с. — ISBN 5-87468-222-8
  - Начальник тишины: повесть-притча для потерявших надежду. — 9-е изд. — Рязань : Зёрна, 2016. — 332 с. — ISBN 978-5-905793-78-3
- Иное: аскетическая лирика. — Москва : Паломник, 2006. — 511 с. — ISBN 5-88060-093-9
- Ангелы приходят всегда: повесть-притча для тех, кто обрел надежду / худож. Виктор Арсени. — М.: Паломник, 2009. — 493 с. — ISBN 5-88060-172-2[24]
  - Ангелы приходят всегда: повесть-притча для тех кто обрел надежду / худож. Виктор Арсени. — М.: Паломник, 2014. — 493 с. — ISBN 978-5-88060-172-1
- Подвиг и лирика: стихополотно / худож. Екатерина Пискарева. — М.: Городъ: Паломник, 2009. — 63 с. — ISBN 5-88060-167-6.
- Святогорец. — Рязань: Зерна, 2013. — 304 с. — ISBN 978-5-88060-045-8.
  - Святогорец: повесть-притча / худож. Виктор Арсени. — Санкт-Петербург: Паломник, 2014. — 300 с. — ISBN 978-5-88060-045-8
- Последний Афон. Поэзия исихазма / худож. А. Мельников. — М.: Благовест, 2013. — 224 с. — ISBN 978-5-9968-0295-1.
- Живущий в бирюзе. Эпопея-притча / худож. А. Мельников. — М.: Духовное просвещение, 2015. — 112 с. — ISBN 978-5-906241-16-0.
- Тайна Афонской пустыни. Дневник пустынножителя. — М.: Паломник, 2015. — 464 с. — ISBN 978-5-88060-101-1.
- Прощай навсегда. Поэзия цвета слёз и звёзд. Личное. — Рязань: Зерна, 2017. — 360 с. — ISBN 978-5-905793-88-2.
- ИНЦИ: повесть-притча. — Рязань: Зёрна, 2020. — 234 с. — ISBN 978-5-907190-13-9

Публицистика и богословские сочинения
- Истина и ложь в свете христианской нравственности. Приложение к урокам по христианскому православному нравоучению протопресвитера Василия Бощановского «Жизнь во Христе». Джорданвилл, Типография преп. Иова Почаевского, Св.-Троицкий Монастырь, 1999
- Остров Божественной любви. Джорданвилльские зарисовки // Москва: журнал русской культуры. 2000. — № 4. — С. 225—239; № 5. — С. 223—235.
- «Православный путь», как охранитель русского богословия. История, задачи, идеалы журнала // «Православный путь». Церковно-богословско-филосософский ежегодник за 2000 год. — Джорданвилль, N.Y.: Типография преп. Иова Почаевского. — 2000. — С. 5-17.
- Святорусское откровение миру: Избранные статьи. — Jordanville: Б/и, 2000. — 318 с.
  - Святорусское откровение миру: избр. ст. — Изд. второе, испр. и доп. — Москва : Поломникъ; Джорданвилль : Братство Преп. Иова Почаевского, 2005. — 479 с. — ISBN 5-88060-043-2
- К. В. Глазков, монах Вениамин (Гомартели), инок Всеволод (Филипьев) «История Свято-Троцкой семинарии. 1948—2003», Джорданвилль, 2003
- Русское Церковное Зарубежье // «Русский вестник». — 2003. — 15.04
- Охранительство: сб. ст. — М.: Паломникъ; Джорданвилль: Братство преп. Иова Почаев., 2004. — 431 с.
- Путь святыхъ отцов : патрология / под общ. ред. митрополита Лавра Восточно-Американского и Нью-Йоркского. — Jordanville, N.Y. : Holy Trinity monastery, 2006. — 639 с. — ISBN 0-88465-070-7
  - Путь святых отцов. Патрология = Патрология / под общ. ред. митрополита Лавра Восточно-Американского и Нью-Йоркского. — [Изд. 2-е, испр.]. — Джорданвилль: Свято-Троицкий монастырь; Москва: Паломник, 2007. — 639 с. — ISBN 0-88465-070-7
- Толерантность, теплохладность и… отступление от Христа // «Русский вестник», 24.07.2006

Аудиозаписи
- Святая Зарубежная Русь (аудиосборник «Беседы Инока Всеволода (Филипьева) на радиостанциях Радонеж и Садко»)
- Последнее Воскресение (муз. и исп. Юрий Целищев, Санкт-Петербург)
- Ангел покаяния (муз. и исп. иерей Геннадий Ульянич, Тверь)
- Светлые пути (муз. и исп. Евгений Фокин)
- Начальник тишины (муз. и исп. Юрий Целищев, аранжировка и продюсирование — Игорь Бобер)
- Роса на лепестках (муз. и исп. Анна Абикулова)
- Фиалковый Воин (муз. и исп. Вячеслав Капорин)
- Белое дело (муз. и исп. Станислав Бартенев. Группа «Если»)
- Яблони Воскресения (исп. Вокальный ансамбль «ANIMA». Исполняются акапелла).
- Пой, лира, о добре (муз. и исп. Наталия Ястребова)

DVD
- «Джорданвилль» (Автор и режиссёр монахиня Агрипина (Григорьева). При участии инока Всеволода (Филипьева). 2004. Джорданвилль — центр русского Православия в зарубежье.
- «Джорданвилль — 2» (Автор и режиссёр монахиня Агриппина (Григорьева) при участии инока Всеволода (Филипьева). 2005.